# 17151 Zanderhill
17151 Zanderhill este o planetă minoră (asteroid), cu un diametru de 4,626 km, din centura de asteroizi. A fost descoperită pe 13 mai 1999 la Experimental Test Site⁠(d) de Lincoln Near-Earth Asteroid Research. 
Obiectul prezintă o orbită caracterizată de o semiaxă mare de 2,900324 UAi, o excentricitate de 0,1, o înclinație de 2,64777 ° în raport cu ecliptica.